# Veterinärmedizinische Universität Wien

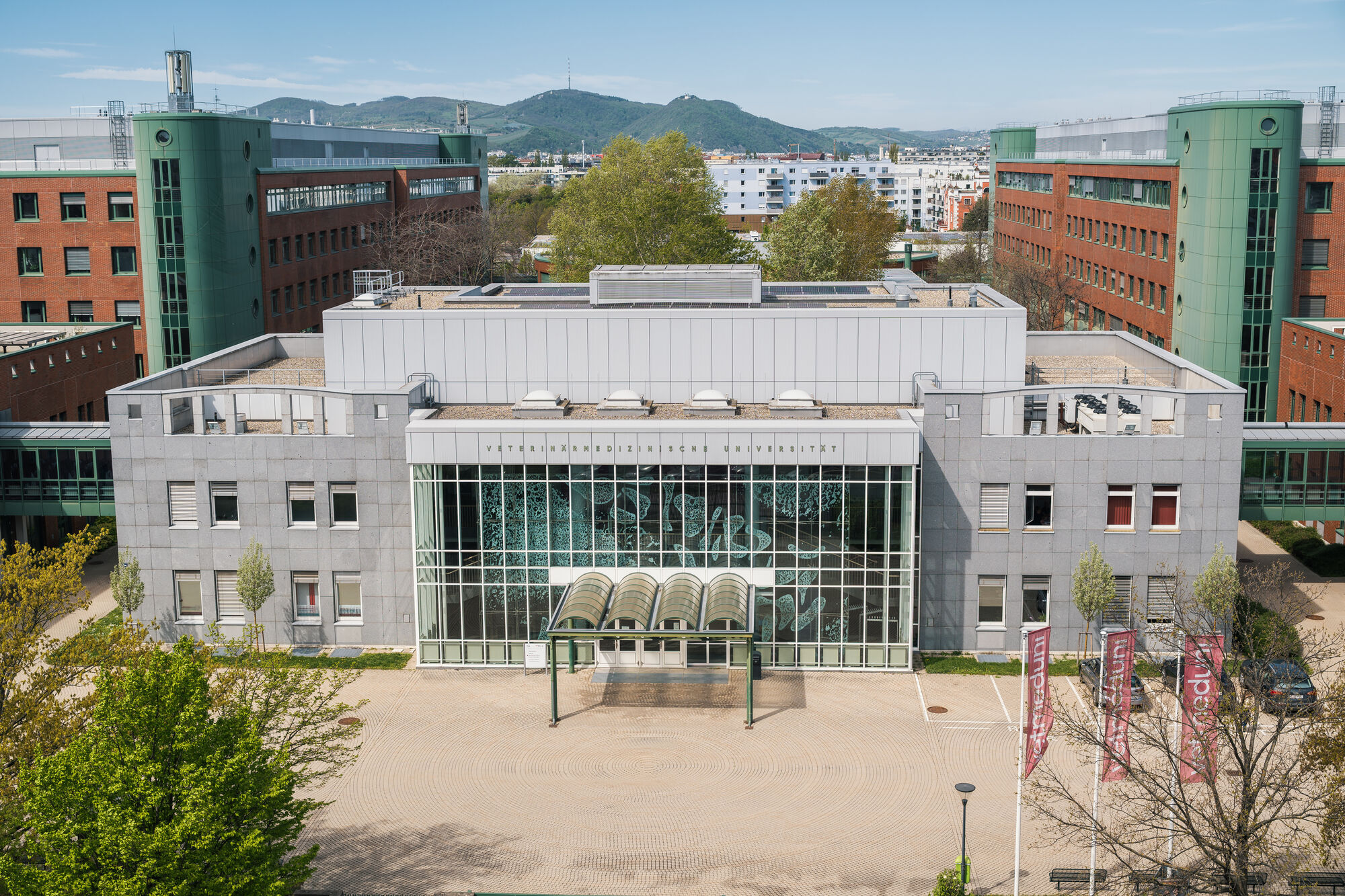
Veterinärmedizinische Universität Wien

Die Veterinärmedizinische Universität Wien (kurz Vetmeduni, auch University of Veterinary Medicine, Vienna) ist die einzige veterinärmedizinische, akademische Bildungs- und Forschungsstätte Österreichs und zugleich die älteste im deutschsprachigen Raum. Die Vetmeduni forscht an Themen der Tiergesundheit ebenso wie an präventiver Veterinärmedizin, dem öffentlichen Gesundheitswesen und Bereichen der Lebensmittelsicherheit. Im Forschungsinteresse stehen die Schaffung wissenschaftlicher Grundlagen für das Wohlbefinden von Tieren, Themen der Tierhaltung, des Tierschutzes und der Tierethik. Sie wurde im Jahr 1765 als älteste einschlägige Schule im deutschsprachigen Raum von Maria Theresia als Lehrschule zur Heilung der Viehkrankheiten gegründet. Ab 1795 wurde sie als Militair-Thierarzneyschule geführt. In dem ehemaligen Gebäude der Veterinärmedizinischen Universität Wien im Stadtteil Wien-Landstraße befindet sich heute die Universität für Musik und darstellende Kunst Wien.

## Mitarbeiter und Studierende
Die Vetmeduni beschäftigt knapp 1500 Mitarbeiter und bildet zurzeit rund 2500 Studierende aus (zum Stichtag 31. Dezember 2022). Der Campus in Wien-Floridsdorf verfügt über fünf Universitätskliniken und zahlreiche Forschungseinrichtungen. Die Vetmeduni hat insgesamt acht Standorte in Wien, Niederösterreich und Tirol.

## Geschichte

### Gründungsphase (1765–1777)
Die Gründungsphase der Wiener Veterinärmedizin hing eng zusammen mit den europaweiten Prozessen der Institutionalisierung der Tiermedizin einerseits und der Reformierung des Medizinwesens andererseits. Im Kontext der permanent wütenden Viehseuchen und Kriege in Verbindung mit den geistes-politischen Entwicklungen des „aufgeklärten Absolutismus“ des 18. Jahrhunderts eröffneten überall in Europa veterinärmedizinische Lehranstalten. Die Hoffnung war, durch die Verwissenschaftlichung von Pferde- und Nutztiermedizin bestmöglich ausgebildetes Personal für Militärpferde und Landwirtschaft zu gewinnen. Besonders im zivilen Bereich war das kranke Tier bislang selbst ernannten Tierheilern wie Abdeckern, Sauschneidern oder Hirten überlassen. Mit der Gründung von Veterinärschulen fiel das kranke Tier nun in den Aufgabenbereich des Staates. Die Organisierung veterinärmedizinischer Ausbildung und Praxis orientierte sich inhaltlich stark an der selbst in einem Transformationsprozess steckenden Humanmedizin.
Die Veterinärmedizinische Universität Wien wurde schließlich am 24. März 1765 auf Befehl Maria Theresias gegründet. Sie ist damit die drittälteste Institution ihrer Art weltweit, nach Lyon und Alfort, und die älteste im deutschsprachigen Raum. Gerade die Anfangsphase war durch mehrere Strukturumbrüche geprägt: So eröffnete 1767 die Pferde-Curen- und Operationsschule für Militärschmiede unter der Leitung des Fahnenschmieds Ludwig Scottis anstatt einer „Lehr-Schule zur Heilung der Viehkrankheiten“, wie es die Kaiserin im „Gründungsschreiben“ eigentlich verfügte. Erst mit dem 1775 geschaffenen Lehrstuhl für Viehseuchen an der medizinisch-chirurgischen Fakultät der Universität Wien unter dem Humanmediziner Paul Adami wurden die Viehkrankheiten, im Sinne einer frühen Nutztiermedizin mit Schwerpunkt auf Seuchenprävention und -heilung, bedacht. Das 1777 eröffneten „k. k. Thierspital und Thierarzneyschule“ unter Johann Gottlieb Wolstein, ebenfalls Humanmediziner, vereinigte schließlich die Pferde- und Nutztiermedizin; die Pferde-Curen- und Operationsschule schloss noch im gleichen Jahr, der Lehrstuhl wurde 1781 aufgehoben.

### Das k. k. Thierspital (1777–1796)
Die Verbindung der veterinärmedizinischen Lehre mit einem Tierspital, wie es auch heute noch essentielle Bereich der Veterinärmedizinischen Universität Wien ist, sollte den Schülern eine theoretische und praktische Ausbildung gewährleisten: „[…] Sind Schüler [aus-]gebildet, haben sie gesehen, gehört, und selbst Hand angelegt, kön(n)en sie alle nöthigen Opperationen sicher und gut verrichten […].“ Das hier von Wolstein formulierte didaktische Konzept entsprach den parallel stattfindenden Reformen der humanmedizinischen Ausbildung, welche Wolsteins als Schüler der „Wiener Medizinischen Schule“ Gerard van Swietens miterlebte; angehende Ärzte sollten demnach „wenig lesen, viel sehen, viel tun.“
Um einen permanenten Zustrom von Patienten gewährleisten zu können, wurde die Wolsteinische Schule in der heute noch existierenden Rabengasse im heutigen dritten Wiener Bezirk eröffnet. Diese Lokalisierung in der damaligen Vorstadt ermöglichte ein problemloses Erreichen der Schule durch städtische wie ländliche Tierbesitzer. Zudem konnten auch die vielen Händler, welche täglich über die unweit entfernte Landstraße nach Wien zogen, schnell ihr Tier hier abgeben. 1823 wurde schließlich der Campus in der Linken Bahngasse eröffnet, wo die Schule bis 1996 blieb.

#### Die Schaffung eines habsburgischen Veterinärsystems und die Rolle der Wiener Schule
In der Zeit um 1800 erfüllte das Wiener Tierarznei-Institut eine zentrale Funktion in der Schaffung eines staatlichen Veterinärwesens. Als zunächst einzige Ausbildungsstätte der Monarchie sollte sie nicht nur Humanmediziner soweit in der „Vieharzneykunde“ fortbilden, dass sie im Falle eines Seuchenausbruches richtig handeln konnten, sondern auch Lehrer zur Gründung anderer veterinärmedizinischer Schulen in der Monarchie ausbilden. Ein Dekret aus dem Jahre 1781 verfügte die Errichtung einer solchen Schule in Form eines Lehrstuhls an sämtlichen medizinisch-chirurgischen Fakultäten des Reiches. Diese wurden ausnahmslos mit Absolventen der Schule Wolsteins besetzt, was sich weniger in der Qualität der Schule, als primär im staatlichen Ziel begründete, für ein einheitliches Ausbildungsniveau innerhalb der Monarchie zu sorgen. Diese Entwicklung findet sich gleichzeitig auch in anderen medizinischen Disziplinen wie der Geburtshilfe und den Wundärzten. Viele der damals entstandenen Schulen schlossen allerdings im Laufe des 19. Jahrhunderts wieder, da sich der erhoffte Erfolg nicht einstellte und ein permanenter Nachwuchsmangel herrschte. Bis heute existieren noch die Schulen in Lemberg, Budapest und Ljubljana. Bemerkenswert dabei ist, dass es auf dem Gebiet des heutigen Österreich neben Wien auch in Graz, Klagenfurt, Salzburg und Innsbruck ein solcher Lehrstuhl befand, während Linz eine Hufbeschlagsschule hatte.

### Das k. k. Thierarznei-Institut in Verbund mit Militär und Humanmedizin (1796–1848)
Die enge Verbindung zwischen Human- und Veterinärmedizin blieb auch die folgenden Jahrzehnte erhalten, genauso wie die Verbindung zum Militär. Die Ausbildung von Schmieden für das Militär blieb bis zum Ende der Donaumonarchie eine der Hauptaufgaben der Wiener Veterinärschule. Wissenschaftlich orientiert sie sich aber weiterhin stark an den Entwicklungen in der Humanmedizin. Dies begründete sich vor allem darin, dass ihre Professoren bis ins späte 19. Jahrhundert in erster Linie ausgebildete Humanmediziner waren und sich erst im Anschluss an dieses Studium in der Veterinärmedizin fortbildeten. Zudem war das „k. k. Tierarzney-Institut“, wie die Schule ab 1796 hieß, von 1812 bis 1848 der medizinisch-chirurgischen Fakultät der Universität Wien unterstellt. Bis 1848 waren auch nur Studenten und Absolventen der Humanmedizin dem höheren tierärztlichen Studium zugelassen, welches heute als frühe Form einer wissenschaftlichen Nutztiermedizin verstanden werden kann. Kleintiermedizin spielte bis zur Zweiten Republik kaum eine Rolle, obschon zur Mitte des 19. Jahrhunderts ein Hundespital im Institut vorhanden war. Der Unterricht für Militär- und Zivilschmiede fokussierte sich vor allem auf das Pferd. Erst ab 1848 wurden auch solche Studierenden zugelassen, welche lediglich die dritte Klasse der „Normalschule“ absolviert haben mussten. Damit einher ging auch die Einführung des akademischen Titels magister medicinae veterinariae.

### Phase der Selbstständigkeit und Remilitarisierung (1848–1918)
Nach dem Ausschluss aus dem Verbund mit der medizinisch-chirurgischen Fakultät 1848 und einer kurzen Phase der institutionellen Selbstständigkeit, wurde das Tierarznei-Institut 1851 als Konsequenz des franzisko-josephinischen Neoabsolutismus erneut dem Militär unterstellt und trug fortan den Namen „Militär-Thierarznei-Institut“, welchen es schon zwischen 1796 und 1808 trug. Diese Entwicklung war mit negativen Auswirkungen auf die Ausbildung verbunden: Militärschüler wurden zunehmend bevorzugt. So mussten sie nur rudimentäre Lese- und Schreibkenntnisse besitzen und eine bewusst leicht gehaltene Aufnahmeprüfung absolvieren, um zum Studium zugelassen zu werden, während ihre zivilen Kollegen immer höhere Anforderungen bis hin zur Matura erfüllen mussten. Das Studium selbst wie auch die Prüfungen waren für die Militärstudenten zudem kostenlos und sie hatten ein Anrecht auf die vorderen Plätze im Auditorium. Wenn auch die Militärabsolventen sich grundsätzlich einige Jahre dem Militärdienst als Tierärzte verpflichten mussten, konnten sie nach dem Ausscheiden aus dem Militärdienst die tierärztliche Praxis wie auch ihre zivilen Kollegen ungehindert ausüben. Die Unzufriedenheit bei den Zivilhörern führte immer wieder zu Protesten, bis es schließlich in den frühen Jahren des 20. Jahrhunderts zu Demonstrationen kam, die ihren Höhepunkt am 13. März 1914 mit einer blutigen Auseinandersetzung der Parteien und einer kurzzeitigen Schließung der Schule hatten.
Trotz dieser Konflikte erreichte die Schule 1896 die Erhebung von einem Institut zu einer Hochschule. Nach langwierigen Verhandlungen bekam die „k. u. k. Tierärztliche Hochschule“ 1908 das Promotionsrecht zugesprochen. Mit der „Wiener Tierärztlichen Monatsschrift“ (kurz: WTM) wurde 1914 ein bis heute international anerkanntes peer-reviewed Publikationsmedium geschaffen, nachdem bereits in der zweiten Hälfte des 19. Jahrhunderts die „Vierteljahresschrift für wissenschaftliche Veterinärkunde“ als wissenschaftliche Zeitschrift des Instituts existierte.

### Die Tierärztliche Hochschule im Ersten Weltkrieg
Der Erste Weltkrieg unterbrach die wissenschaftliche und institutionelle Entwicklung: Verstärkt wurde das wissenschaftliche Personal für das Militär eingesetzt. An der Hochschule selbst wurde ein Pferde- und Hundelazarett errichtet und die seit 1912 bestehende Mensa in den Notzeiten als Versorgungseinrichtung für die hungernde Bevölkerung genutzt. Nach dem Ersten Weltkrieg stand die Hochschule kurz vor dem finanziellen Ruin. Nur durch die Spenden von internationalen Veterinärschulen konnte sie gerettet werden. Als Konsequenz der militärischen Niederlage und der Auflösung der Habsburgermonarchie wurde sie 1920 dem Unterrichtsministerium unterstellt.

### Zwischenkriegszeit
Wenn auch die Zwischenkriegszeit nach wie vor kaum erforscht wurde, seien hier drei wichtige Punkte hervorgehoben: Erstens wurde das tierärztliche Studium 1919 für Frauen geöffnet, wobei es bis 1939 dauern sollte, bis die erste Frau auch ein Studium abschloss. Zweitens kamen weiterhin viele Studierende aus dem Ausland, vor allem aus Bulgarien und Serbien. Drittens wurde 1929 auf Betreiben des Wiener Professorenkollegiums und unter Druck der zunehmend nationalistisch und antisemitisch ausgerichteten Deutschen Studentenschaft die Gründung einer österreichischen Tierärztekammer nach deutschem Vorbild beschlossen.

### Austrofaschismus und Zeit des Nationalsozialismus
Die Zeit des Austrofaschismus und der NS-Zeit stellen nach wie vor eine Lücke in der historischen Aufarbeitung der Veterinärmedizinischen Universität Wien dar. Lag die diskursive historische Auseinandersetzung der Universität tendenziell eher auf den erlittenen materiellen Bombenschäden und den Leistungen des Hochschulpersonals im Rahmen des vielgelobten österreichischen Wiederaufbaus, so untersuchte ein von November 2014 bis Dezember 2017 durchgeführtes FWF-Projekt unter Leitung der Zeithistorikerin Lisa Rettl erstmals umfangreich die komplexe politische Situation der Universität zwischen 1930 und 1955. Bislang kann lediglich davon ausgegangen werden, dass ein großer Teil der Professoren beziehungsweise des Hochschulpersonals, ebenso wie ein erheblicher Teil der Studierenden, bereits vor 1938 den Zielen des Nationalsozialismus tendenziell nahestanden und dass nicht wenige Angehörige der Hochschule als „Illegale“ den Weg für den sogenannten „Anschluss“ ebneten.
Inwiefern nach 1945 (Nachkriegszeit) nationalsozialistische Kontinuitäten und Brüche das Hochschulleben der Veterinärmedizin prägten, war ebenfalls Teil der Untersuchungen. Rettl kommt zu dem Schluss, dieselben politischen Hochschuleliten hätten die Universität von 1920er Jahren bis weit in die 1960er Jahre, ungeachtet der politischen Zäsuren im Austrofaschismus und Nationalsozialismus, geprägt.

### Die Zweite Republik: Reorganisation und Erweiterung der Forschungs- und Aufgabenprofile
Die Zeit der Zweiten Republik war geprägt durch vielfältige Transformationen und Ausweitung des veterinärmedizinischen Aufgabenprofils. Vor allem ab den 1970er-Jahren ist ein zunehmender Anteil weiblicher Studierender zu verzeichnen, welcher sich in den 1990ern- und 2000er-Jahre bei einem Anteil von 80 bis 90 Prozent Hörerinnen befand. Die von Jahr zu Jahr steigende Zahl von Studieninteressenten führte 2005 zu der Einführung eines Aufnahmeverfahrens. Dem immer stärker werdenden Platzmangel wurde 1996 mit dem Umzug auf einen neuen Campus im 21. Bezirk Floridsdorf Rechnung getragen.
Zudem führte der wirtschaftliche Wohlstand des Mittelstandes ab den 1960er-Jahren zu einer vermehrten Haltung von Heimtieren in Privathaushalten. Dieser bis heute anhaltende Trend fordert seitdem verstärkt ein medizinisches Angebot für die Artenvielfalt in den heimischen Wohnzimmern: Die Veterinärmedizinische Universität Wien, wie sie seit dem Universitätsorganisationsgesetz 1975 (kurz: UOG 1975) heißt, reagierte darauf im Laufe der letzten Jahrzehnte mit der Schaffung von entsprechenden Institutionen und Kliniken, Forschungs- und medizinischen Versorgungsangeboten. Die Kleintiermedizin, welche in den ersten 200 Jahren österreichischer Veterinärgeschichte als Wirtschafts- und Praxismodell undenkbar gewesen wäre, ist heute das dominante Betätigungsfeld von Tierärzten. Damit freilich eng verbunden ist ein zunehmender Ausbau der permanent komplexer werdenden klinischen und vorklinischen Forschung zur Tiergesundheit, Prävention, Tierhaltung und Lebensmittelsicherheit.
2011 wurde das Konrad-Lorenz-Institut für Vergleichende Verhaltensforschung am Wilhelminenberg in den Verbund der Veterinärmedizinischen Universität Wien aufgenommen. 2010 bekam die Veterinärmedizinische Universität Wien als eine von zwölf bewerbenden Institutionen europaweit den Zuschlag zur Etablierung des Messerli Forschungsinstitut in Kooperation mit der Medizinischen Universität Wien und der Universität Wien. Das Forschungsinstitut wurde 2012 feierlich eröffnet und ist am Campus der Veterinärmedizinischen Universität Wien angesiedelt.

## Organisation
Die Organisationsstruktur gliedert sich in vier Departments mit mehreren Zentren und Forschungsinstituten (Forschungsinstitut für Wildtierkunde und Ökologie, Konrad Lorenz Institut für Vergleichende Verhaltensforschung und das Messerli-Forschungsinstitut). Das Lehrangebot umfasst neben dem Diplom- und Doktoratsstudium auch Bachelor- und Masterstudien, verschiedene Universitätslehrgänge sowie zahlreiche Weiterbildungsmöglichkeiten für Veterinärmediziner. Am 16. September 2010 trat Sonja Hammerschmid ihr Amt als erste Rektorin der Veterinärmedizinischen Universität Wien an. Seit ihrem Rücktritt am 17. Mai 2016 war Petra Winter interimistische Rektorin, im Dezember 2016 wurde Winter zur Rektorin gewählt. Am 18. Juli 2024 wurde der Agrarwissenschafter und Veterinärmediziner Matthias Gauly für eine Amtsperiode von vier Jahren beginnend ab 15. April 2025 zum Rektor der Universität gewählt.

## Stellung der Veterinärmedizinischen Universität Wien
Im internationalen Vergleich (Shanghai Ranking 2023) liegt die Universität an Platz 11 der Veterinärmedizinischen Universitäten.

### Departments
- Department für Biologische Wissenschaften und Pathobiologie
- Department für Interdisziplinäre Lebenswissenschaften
- Klinisches Department für Kleintiere und Pferde
- Klinisches Department für Nutztiere und Sicherheit von Lebensmittelsystemen

### Forschungsinstitute
- VetFarm (ehemals Lehr- und Forschungsgut Kremesberg und Haidlhof)
- VetCore
- Reproduction Center Wieselburg
- Wolf Science Center
- Forschungsinstitut für Wildtierkunde und Ökologie
- Konrad Lorenz Institut für Vergleichende Verhaltensforschung
- Messerli-Forschungsinstitut

### Studienangebot
- Diplomstudium Veterinärmedizin
- Biomedizin und Biotechnologie (Bachelor)
- Vergleichende Biomedizin (Master)
- Digitalisierung im Tiergesundheitsmanagement (Master)
- Mensch-Tier-Beziehung (Master)
- Wildtierökologie und Wildtiermanagement (Master)
- Evolutionäre Systembiologie (Master)
- Doktoratsstudium Veterinärmedizin
- PhD-Programm

### Universitätslehrgänge und Internships
- Certified Canine Rehabilitation Practitioner (CCRP)
- Angewandte Kynologie
- Tierärztliches Physikat
- Einführung in die Labortierkunde
- Internship Kleintiermedizin
- Internship Pferdemedizin